# Hossein Tayyebi
Hossein Tayyebi Bidgoli (tiếng Ba Tư: حسین طیبی بیدگلی; sinh ngày 29 tháng 9 năm 1988 tại Neyshabur, Iran) là một cầu thủ futsal chuyên nghiệp thi đấu cho câu lạc bộ futsal Palma và Đội tuyển bóng đá trong nhà quốc gia Iran. Anh có trận đấu ra mắt cho đội tuyển quốc gia Iran vào năm 2009 khi vừa tròn 20 tuổi. Anh từng nhận danh hiệu Vua phá lưới tại 2014 với 15 bàn thắng và Giải vô địch bóng đá trong nhà châu Á 2018 với 14 bàn thắng. Anh cũng từng lọt vào top 5 cầu thủ futsal xuất sắc nhất tại lễ trao giải thưởng UMBRO Futsal vào các năm 2017 và 2018.

## Danh hiệu

### Đội tuyển quốc gia
- Giải vô địch bóng đá trong nhà thế giới
  - Hạng ba (1): 2016
- Cúp bóng đá trong nhà châu Á
  - Vô địch (2): 2016, 2018
  - Á quân (2): 2014, 2022
  - Hạng ba (1): 2012
- Đại hội Thể thao trong nhà và Võ thuật châu Á
  - Vô địch (2): 2013, 2017
- Grand Prix de Futsal
  - Á quân (2): 2009, 2015
  - Hạng ba (2): 2013, 2014
- Giải vô địch bóng đá trong nhà Tây Á
  - Vô địch (1): 2012

### Câu lạc bộ
- Giải vô địch bóng đá trong nhà các câu lạc bộ châu Á
  - Vô địch (1): 2018 (Mes Sungun)
  - Á quân (1): 2013 (Giti Pasand)
  - Hạng ba (1): 2017 (Thái Sơn Nam)
- UEFA Futsal Champions League
  - Vô địch: 2022–2023 (AE Palma)
  - Á quân (1): 2018–2019 (Kairat Almaty)
  - Hạng ba (1): 2016–2017 (Kairat Almaty)
- Giải vô địch bóng đá trong nhà quốc gia Iran
  - Vô địch (2): 2009–2010 (Foolad Mahan), 2012–2013 (Giti Pasand)
  - Á quân (1): 2015–16 (Mes Sungun)
- Giải vô địch bóng đá trong nhà quốc gia Kazakhstan
  - Vô địch (3): 2016–2017 (Kairat Almaty), 2017–2018 (Kairat Almaty), 2018–2019 (Kairat Almaty)
- Cúp Kazakhstan
  - Vô địch (2): 2016 (Kairat Almaty), 2017 (Kairat Almaty)
- Siêu cúp Kazakhstan
  - Vô địch (1): 2017 (Kairat Almaty)
- Cúp Eremenko
  - Vô địch (2): 2017 (Kairat Almaty), 2018 (Kairat Almaty)

### Cá nhân
- Cầu thủ trẻ xuất sắc nhất
  - Cầu thủ trẻ xuất sắc nhất tại Giải vô địch bóng đá trong nhà quốc gia Iran 2009–2010
- Cầu thủ xuất sắc nhất
  - Cầu thủ xuất sắc nhất tại Bóng đá trong nhà tại Đại hội Thể thao trong nhà và Võ thuật châu Á 2013
  - Cầu thủ trẻ xuất sắc nhất tại Giải vô địch bóng đá trong nhà quốc gia Iran 2015–2016
- Vua phá lưới
  - Bóng đá trong nhà tại Đại hội Thể thao trong nhà và Võ thuật châu Á 2013
  - Cúp bóng đá trong nhà châu Á: 2014 (15),[3] 2018 (14)[4]
  - Grand Prix de Futsal: 2014 (9)[6]
  - Kazakhstan League & Cup: 2017 (Kairat Almaty) (11)[7]
  - Cúp Eremenko: 2017, 2018
- Giải thưởng UMBRO Futsal
  - Top 5 cầu thủ futsal xuất sắc nhất thế giới: 2017, 2018[8]
- Giải thưởng thường niên của AFC
  - Đề cử Top 3 cầu thủ futsal xuất sắc nhất năm: 2013, 2014

## Bàn thắng quốc tế
| Số thứ tự | Ngày                 | Địa điểm                        | Đối thủ           | Ghi bàn | Kết quả              | Giải đấu                                           |
| --------- | -------------------- | ------------------------------- | ----------------- | ------- | -------------------- | -------------------------------------------------- |
| 1.        | 27 tháng 4 năm 2012  | Urmia, Iran                     | Kuwait            | 3–1     | 9–2                  | Giải vô địch bóng đá trong nhà Tây Á 2012          |
| 2.        | 29 tháng 4 năm 2012  | Urmia, Iran                     | Palestine         | 8–0     | 19–1                 | Giải vô địch bóng đá trong nhà Tây Á 2012          |
| 3.        | 29 tháng 4 năm 2012  | Urmia, Iran                     | Palestine         | 13–0    | 19–1                 | Giải vô địch bóng đá trong nhà Tây Á 2012          |
| 4.        | 29 tháng 4 năm 2012  | Urmia, Iran                     | Palestine         | 17–0    | 19–1                 | Giải vô địch bóng đá trong nhà Tây Á 2012          |
| 5.        | 2 tháng 5 năm 2012   | Urmia, Iran                     | Jordan            | 3–0     | 5–0                  | Giải vô địch bóng đá trong nhà Tây Á 2012          |
| 6.        | 2 tháng 5 năm 2012   | Urmia, Iran                     | Jordan            | 4–0     | 5–0                  | Giải vô địch bóng đá trong nhà Tây Á 2012          |
| 7.        | 25 tháng 5 năm 2012  | Dubai, UAE                      | Hàn Quốc          | 11–1    | 14–1                 | Giải vô địch bóng đá trong nhà châu Á 2012         |
| 8.        | 26 tháng 5 năm 2012  | Dubai, UAE                      | Qatar             | 3–0     | 8–0                  | Giải vô địch bóng đá trong nhà châu Á 2012         |
| 9.        | 26 tháng 5 năm 2012  | Dubai, UAE                      | Qatar             | 8–0     | 8–0                  | Giải vô địch bóng đá trong nhà châu Á 2012         |
| 10.       | 27 tháng 5 năm 2012  | Dubai, UAE                      | Úc                | 6–0     | 9–0                  | Giải vô địch bóng đá trong nhà châu Á 2012         |
| 11.       | 29 tháng 5 năm 2012  | Dubai, UAE                      | Uzbekistan        | 5–2     | 6–3                  | Giải vô địch bóng đá trong nhà châu Á 2012         |
| 12.       | 30 tháng 5 năm 2012  | Dubai, UAE                      | Thái Lan          | 2–0     | 4–5 (s.h.p.)         | Giải vô địch bóng đá trong nhà châu Á 2012         |
| 13.       | 2 tháng 11 năm 2012  | Bangkok, Thái Lan               | Tây Ban Nha       | 2–2     | 2–2                  | Giải vô địch bóng đá trong nhà thế giới 2012       |
| 14.       | 27 June 2013         | Incheon, Hàn Quốc               | UAE               | 3–0     | 13–0                 | Đại hội Thể thao trong nhà và Võ thuật châu Á 2013 |
| 15.       | 27 June 2013         | Incheon, Hàn Quốc               | UAE               | 11–0    | 13–0                 | Đại hội Thể thao trong nhà và Võ thuật châu Á 2013 |
| 16.       | 27 June 2013         | Incheon, Hàn Quốc               | UAE               | 12–0    | 13–0                 | Đại hội Thể thao trong nhà và Võ thuật châu Á 2013 |
| 17.       | 1 tháng 7 năm 2013   | Incheon, Hàn Quốc               | Iraq              | 7–1     | 12–3                 | Đại hội Thể thao trong nhà và Võ thuật châu Á 2013 |
| 18.       | 1 tháng 7 năm 2013   | Incheon, Hàn Quốc               | Iraq              | 8–2     | 12–3                 | Đại hội Thể thao trong nhà và Võ thuật châu Á 2013 |
| 19.       | 3 tháng 7 năm 2013   | Incheon, Hàn Quốc               | Trung Quốc        | 3–0     | 8–0                  | Đại hội Thể thao trong nhà và Võ thuật châu Á 2013 |
| 20.       | 3 tháng 7 năm 2013   | Incheon, Hàn Quốc               | Trung Quốc        | 8–0     | 8–0                  | Đại hội Thể thao trong nhà và Võ thuật châu Á 2013 |
| 21.       | 4 tháng 7 năm 2013   | Incheon, Hàn Quốc               | Thái Lan          | 1–1     | 5–4                  | Đại hội Thể thao trong nhà và Võ thuật châu Á 2013 |
| 22.       | 4 tháng 7 năm 2013   | Incheon, Hàn Quốc               | Thái Lan          | 2–1     | 5–4                  | Đại hội Thể thao trong nhà và Võ thuật châu Á 2013 |
| 23.       | 4 tháng 7 năm 2013   | Incheon, Hàn Quốc               | Thái Lan          | 4–1     | 5–4                  | Đại hội Thể thao trong nhà và Võ thuật châu Á 2013 |
| 24.       | 6 tháng 7 năm 2013   | Incheon, Hàn Quốc               | Nhật Bản          | 2–1     | 5–3                  | Đại hội Thể thao trong nhà và Võ thuật châu Á 2013 |
| 25.       | 30 tháng 4 năm 2014  | Thành phố Hồ Chí Minh, Việt Nam | Indonesia         | 1–0     | 5–1                  | Giải vô địch bóng đá trong nhà châu Á 2014         |
| 26.       | 2 tháng 5 năm 2014   | Thành phố Hồ Chí Minh, Việt Nam | Trung Quốc        | 1–0     | 12–0                 | Giải vô địch bóng đá trong nhà châu Á 2014         |
| 27.       | 2 tháng 5 năm 2014   | Thành phố Hồ Chí Minh, Việt Nam | Trung Quốc        | 6–0     | 12–0                 | Giải vô địch bóng đá trong nhà châu Á 2014         |
| 28.       | 2 tháng 5 năm 2014   | Thành phố Hồ Chí Minh, Việt Nam | Trung Quốc        | 9–0     | 12–0                 | Giải vô địch bóng đá trong nhà châu Á 2014         |
| 29.       | 2 tháng 5 năm 2014   | Thành phố Hồ Chí Minh, Việt Nam | Trung Quốc        | 12–0    | 12–0                 | Giải vô địch bóng đá trong nhà châu Á 2014         |
| 30.       | 4 tháng 5 năm 2014   | Thành phố Hồ Chí Minh, Việt Nam | Úc                | 1–0     | 8–1                  | Giải vô địch bóng đá trong nhà châu Á 2014         |
| 31.       | 4 tháng 5 năm 2014   | Thành phố Hồ Chí Minh, Việt Nam | Úc                | 2–1     | 8–1                  | Giải vô địch bóng đá trong nhà châu Á 2014         |
| 32.       | 4 tháng 5 năm 2014   | Thành phố Hồ Chí Minh, Việt Nam | Úc                | 4–1     | 8–1                  | Giải vô địch bóng đá trong nhà châu Á 2014         |
| 33.       | 7 tháng 5 năm 2014   | Thành phố Hồ Chí Minh, Việt Nam | Việt Nam          | 1–0     | 15–4                 | Giải vô địch bóng đá trong nhà châu Á 2014         |
| 34.       | 7 tháng 5 năm 2014   | Thành phố Hồ Chí Minh, Việt Nam | Việt Nam          | 2–0     | 15–4                 | Giải vô địch bóng đá trong nhà châu Á 2014         |
| 35.       | 7 tháng 5 năm 2014   | Thành phố Hồ Chí Minh, Việt Nam | Việt Nam          | 5–2     | 15–4                 | Giải vô địch bóng đá trong nhà châu Á 2014         |
| 36.       | 8 tháng 5 năm 2014   | Thành phố Hồ Chí Minh, Việt Nam | Uzbekistan        | 2–0     | 10–0                 | Giải vô địch bóng đá trong nhà châu Á 2014         |
| 37.       | 8 tháng 5 năm 2014   | Thành phố Hồ Chí Minh, Việt Nam | Uzbekistan        | 7–0     | 10–0                 | Giải vô địch bóng đá trong nhà châu Á 2014         |
| 38.       | 8 tháng 5 năm 2014   | Thành phố Hồ Chí Minh, Việt Nam | Uzbekistan        | 8–0     | 10–0                 | Giải vô địch bóng đá trong nhà châu Á 2014         |
| 39.       | 10 tháng 5 năm 2014  | Thành phố Hồ Chí Minh, Việt Nam | Nhật Bản          | 2–1     | 2–2 (s.h.p.) (0–3 p) | Giải vô địch bóng đá trong nhà châu Á 2014         |
| 40.       | 10 tháng 2 năm 2016  | Tashkent, Uzbekistan            | Jordan            | 2–0     | 6–0                  | Giải vô địch bóng đá trong nhà châu Á 2016         |
| 41.       | 12 tháng 2 năm 2016  | Tashkent, Uzbekistan            | Trung Quốc        | 5–0     | 7–0                  | Giải vô địch bóng đá trong nhà châu Á 2016         |
| 42.       | 14 tháng 2 năm 2016  | Tashkent, Uzbekistan            | Iraq              | 2–0     | 13–2                 | Giải vô địch bóng đá trong nhà châu Á 2016         |
| 43.       | 14 tháng 2 năm 2016  | Tashkent, Uzbekistan            | Iraq              | 6–0     | 13–2                 | Giải vô địch bóng đá trong nhà châu Á 2016         |
| 44.       | 14 tháng 2 năm 2016  | Tashkent, Uzbekistan            | Iraq              | 8–1     | 13–2                 | Giải vô địch bóng đá trong nhà châu Á 2016         |
| 45.       | 14 tháng 2 năm 2016  | Tashkent, Uzbekistan            | Iraq              | 12–1    | 13–2                 | Giải vô địch bóng đá trong nhà châu Á 2016         |
| 46.       | 17 tháng 2 năm 2016  | Tashkent, Uzbekistan            | Kyrgyzstan        | 1–0     | 7–0                  | Giải vô địch bóng đá trong nhà châu Á 2016         |
| 47.       | 17 tháng 2 năm 2016  | Tashkent, Uzbekistan            | Kyrgyzstan        | 3–0     | 7–0                  | Giải vô địch bóng đá trong nhà châu Á 2016         |
| 48.       | 17 tháng 2 năm 2016  | Tashkent, Uzbekistan            | Kyrgyzstan        | 7–0     | 7–0                  | Giải vô địch bóng đá trong nhà châu Á 2016         |
| 49.       | 19 tháng 2 năm 2016  | Tashkent, Uzbekistan            | Việt Nam          | 5–0     | 13–1                 | Giải vô địch bóng đá trong nhà châu Á 2016         |
| 50.       | 19 tháng 2 năm 2016  | Tashkent, Uzbekistan            | Việt Nam          | 10–1    | 13–1                 | Giải vô địch bóng đá trong nhà châu Á 2016         |
| 51.       | 15 tháng 9 năm 2016  | Medellín, Colombia              | Maroc             | 1–0     | 5–3                  | Giải vô địch bóng đá trong nhà châu Á 2016         |
| 52.       | 18 tháng 9 năm 2016  | Medellín, Colombia              | Azerbaijan        | 3–3     | 3–3                  | Giải vô địch bóng đá trong nhà châu Á 2016         |
| 53.       | 21 tháng 9 năm 2016  | Bucaramanga, Colombia           | Brasil            | 1–2     | 4–4 (s.h.p.) (3–2 p) | Giải vô địch bóng đá trong nhà châu Á 2016         |
| 54.       | 18 tháng 9 năm 2017  | Ashgabat, Turkmenistan          | Tahiti            | 15–1    | 16–1                 | Đại hội Thể thao trong nhà và Võ thuật châu Á 2017 |
| 55.       | 19 tháng 9 năm 2017  | Ashgabat, Turkmenistan          | Jordan            | 3–0     | 7–3                  | Đại hội Thể thao trong nhà và Võ thuật châu Á 2017 |
| 56.       | 23 tháng 9 năm 2017  | Ashgabat, Turkmenistan          | Thái Lan          | 4–2     | 10–4                 | Đại hội Thể thao trong nhà và Võ thuật châu Á 2017 |
| 57.       | 23 tháng 9 năm 2017  | Ashgabat, Turkmenistan          | Thái Lan          | 7–2     | 10–4                 | Đại hội Thể thao trong nhà và Võ thuật châu Á 2017 |
| 58.       | 23 tháng 9 năm 2017  | Ashgabat, Turkmenistan          | Thái Lan          | 8–2     | 10–4                 | Đại hội Thể thao trong nhà và Võ thuật châu Á 2017 |
| 59.       | 24 tháng 9 năm 2017  | Ashgabat, Turkmenistan          | Afghanistan       | 3–0     | 8–2                  | Đại hội Thể thao trong nhà và Võ thuật châu Á 2017 |
| 60.       | 2 tháng 2 năm 2018   | Đài Bắc, Đài Loan               | Myanmar           | 4–0     | 14–0                 | Giải vô địch bóng đá trong nhà châu Á 2018         |
| 61.       | 2 tháng 2 năm 2018   | Đài Bắc, Đài Loan               | Myanmar           | 6–0     | 14–0                 | Giải vô địch bóng đá trong nhà châu Á 2018         |
| 62.       | 2 tháng 2 năm 2018   | Đài Bắc, Đài Loan               | Myanmar           | 9–0     | 14–0                 | Giải vô địch bóng đá trong nhà châu Á 2018         |
| 63.       | 4 tháng 2 năm 2018   | Đài Bắc, Đài Loan               | Trung Quốc        | 1–0     | 11–1                 | Giải vô địch bóng đá trong nhà châu Á 2018         |
| 64.       | 4 tháng 2 năm 2018   | Đài Bắc, Đài Loan               | Trung Quốc        | 6–0     | 11–1                 | Giải vô địch bóng đá trong nhà châu Á 2018         |
| 65.       | 4 tháng 2 năm 2018   | Đài Bắc, Đài Loan               | Trung Quốc        | 11–1    | 11–1                 | Giải vô địch bóng đá trong nhà châu Á 2018         |
| 66.       | 6 tháng 2 năm 2018   | Đài Bắc, Đài Loan               | Iraq              | 1–1     | 5–3                  | Giải vô địch bóng đá trong nhà châu Á 2018         |
| 67.       | 6 tháng 2 năm 2018   | Đài Bắc, Đài Loan               | Iraq              | 5–3     | 5–3                  | Giải vô địch bóng đá trong nhà châu Á 2018         |
| 68.       | 8 tháng 2 năm 2018   | Thành phố mới Đài Bắc, Đài Loan | Thái Lan          | 4–0     | 9–1                  | Giải vô địch bóng đá trong nhà châu Á 2018         |
| 69.       | 8 tháng 2 năm 2018   | Thành phố mới Đài Bắc, Đài Loan | Thái Lan          | 5–0     | 9–1                  | Giải vô địch bóng đá trong nhà châu Á 2018         |
| 70.       | 8 tháng 2 năm 2018   | Thành phố mới Đài Bắc, Đài Loan | Thái Lan          | 9–1     | 9–1                  | Giải vô địch bóng đá trong nhà châu Á 2018         |
| 71.       | 9 tháng 2 năm 2018   | Thành phố mới Đài Bắc, Đài Loan | Uzbekistan        | 3–0     | 7–1                  | Giải vô địch bóng đá trong nhà châu Á 2018         |
| 72.       | 9 tháng 2 năm 2018   | Thành phố mới Đài Bắc, Đài Loan | Uzbekistan        | 7–0     | 7–1                  | Giải vô địch bóng đá trong nhà châu Á 2018         |
| 73.       | 11 February 2018     | Thành phố mới Đài Bắc, Đài Loan | Nhật Bản          | 4–0     | 4–0                  | Giải vô địch bóng đá trong nhà châu Á 2018         |
| 74.       | 10 tháng 4 năm 2022  | Bishkek, Kyrgyzstan             | Maldives          | 3–0     | 17–0                 | Vòng loại Cúp bóng đá trong nhà châu Á 2022        |
| 75.       | 10 tháng 4 năm 2022  | Bishkek, Kyrgyzstan             | Maldives          | 8–0     | 17–0                 | Vòng loại Cúp bóng đá trong nhà châu Á 2022        |
| 76.       | 10 tháng 4 năm 2022  | Bishkek, Kyrgyzstan             | Maldives          | 9–0     | 17–0                 | Vòng loại Cúp bóng đá trong nhà châu Á 2022        |
| 77.       | 11 tháng 4 năm 2022  | Bishkek, Kyrgyzstan             | Turkmenistan      | 1–0     | 3–0                  | Vòng loại Cúp bóng đá trong nhà châu Á 2022        |
| 78.       | 12 tháng 4 năm 2022  | Bishkek, Kyrgyzstan             | Kyrgyzstan        | 1–1     | 8–1                  | Vòng loại Cúp bóng đá trong nhà châu Á 2022        |
| 79.       | 16 tháng 9 năm 2022  | Bangkok, Thái Lan               | Maroc             | ?–?     | 3–4                  | Giao hữu                                           |
| 80.       | 16 tháng 9 năm 2022  | Bangkok, Thái Lan               | Maroc             | ?–?     | 3–4                  | Giao hữu                                           |
| 81.       | 28 tháng 9 năm 2022  | Thành phố Kuwait, Kuwait        | Indonesia         | 5–0     | 5–0                  | Cúp bóng đá trong nhà châu Á 2022                  |
| 82.       | 30 tháng 9 năm 2022  | Thành phố Kuwait, Kuwait        | Đài Bắc Trung Hoa | 2–0     | 10–1                 | Cúp bóng đá trong nhà châu Á 2022                  |
| 83.       | 30 tháng 9 năm 2022  | Thành phố Kuwait, Kuwait        | Đài Bắc Trung Hoa | 4–0     | 10–1                 | Cúp bóng đá trong nhà châu Á 2022                  |
| 84.       | 30 tháng 9 năm 2022  | Thành phố Kuwait, Kuwait        | Đài Bắc Trung Hoa | 10–1    | 10–1                 | Cúp bóng đá trong nhà châu Á 2022                  |
| 85.       | 2 tháng 10 năm 2022  | Thành phố Kuwait, Kuwait        | Liban             | 2–0     | 9–0                  | Cúp bóng đá trong nhà châu Á 2022                  |
| 86.       | 2 tháng 10 năm 2022  | Thành phố Kuwait, Kuwait        | Liban             | 9–0     | 9–0                  | Cúp bóng đá trong nhà châu Á 2022                  |
| 87.       | 4 tháng 10 năm 2022  | Thành phố Kuwait, Kuwait        | Việt Nam          | 3–0     | 8–1                  | Cúp bóng đá trong nhà châu Á 2022                  |
| 88.       | 4 tháng 10 năm 2022  | Thành phố Kuwait, Kuwait        | Việt Nam          | 6–0     | 8–1                  | Cúp bóng đá trong nhà châu Á 2022                  |
| 89.       | 4 tháng 10 năm 2022  | Thành phố Kuwait, Kuwait        | Việt Nam          | 7–0     | 8–1                  | Cúp bóng đá trong nhà châu Á 2022                  |
| 90.       | 6 tháng 10 năm 2022  | Thành phố Kuwait, Kuwait        | Thái Lan          | 1–0     | 5–0                  | Cúp bóng đá trong nhà châu Á 2022                  |
| 91.       | 7 tháng 10 năm 2023  | Bishkek, Kyrgyzstan             | Maldives          | 5–0     | 18–2                 | Vòng loại Cúp bóng đá trong nhà châu Á 2024        |
| 92.       | 7 tháng 10 năm 2023  | Bishkek, Kyrgyzstan             | Maldives          | 7–1     | 18–2                 | Vòng loại Cúp bóng đá trong nhà châu Á 2024        |
| 93.       | 7 tháng 10 năm 2023  | Bishkek, Kyrgyzstan             | Maldives          | 8–1     | 18–2                 | Vòng loại Cúp bóng đá trong nhà châu Á 2024        |
| 94.       | 7 tháng 10 năm 2023  | Bishkek, Kyrgyzstan             | Maldives          | 18–2    | 18–2                 | Vòng loại Cúp bóng đá trong nhà châu Á 2024        |
| 95.       | 9 tháng 10 năm 2023  | Bishkek, Kyrgyzstan             | Kyrgyzstan        | 1–0     | 10–2                 | Vòng loại Cúp bóng đá trong nhà châu Á 2024        |
| 96.       | 9 tháng 10 năm 2023  | Bishkek, Kyrgyzstan             | Kyrgyzstan        | 5–0     | 10–2                 | Vòng loại Cúp bóng đá trong nhà châu Á 2024        |
| 97.       | 11 tháng 10 năm 2023 | Bishkek, Kyrgyzstan             | Liban             | 3–0     | 6–0                  | Vòng loại Cúp bóng đá trong nhà châu Á 2024        |